# John Mellencamp (Album)
John Mellencamp ist das 15. Studioalbum des US-amerikanischen Rock- und Folksängers John Mellencamp. Es war das erste von insgesamt drei Alben, die Mellencamp für Columbia Records aufnahm. John Mellencamp wurde sowohl als Schallplatte als auch als Compact Disc veröffentlicht. Die CD ist im HDCD-Verfahren kodiert.

## Mitwirkende
Für John Mellencamp griff Mellencamp abermals auf die Unterstützung von Texter George Michael Green zurück, mit dem er bereits Titel wie Human Wheels (1993), Rain on the Scarecrow (1985) und Hurts So Good (1982) geschrieben hatte. Die Violinistin Lisa Germano, der Schlagzeuger Stan Lynch und der Gitarrist Izzy Stradlin (Ex-Guns N’ Roses) wirkten als Gastmusiker beim Titel Miss Missy mit.

## Erfolge
John Mellencamp war zwanzig Wochen in den Billboard 200 und erreichte dort Platz 41. In der Schweiz stieg das Album auf Position 48 ein und verschwand anschließend sofort wieder aus den Charts. In Deutschland und Österreich konnte sich John Mellencamp nicht in den Hitparaden platzieren. Unter kommerziellen Gesichtspunkten erfüllte das Album die Erwartungen nicht.
Your Life is Now war in der Kategorie Best Male Rock Vocal Performance für den Grammy Award 1999 nominiert. Die Auszeichnung ging jedoch an Lenny Kravitz.

## Rezeption
Der Rolling Stone bezeichnete John Mellencamp als grundsolide Arbeit eines temperamentvollen Heartland-Künstlers, der nicht nur der Vergangenheit nachlaufe (“a rock-solid piece of work from a feisty heartland artiste who is not merely coasting on the past”), und vergab vier von fünf Sternen.
Nach Auffassung von AllMusic sind es nicht die ernsthaften Lieder wie Fruit Trader und Your Life is Now, die die Stärke von John Mellencamp ausmachen. Das beste Material seien vielmehr die Stücke, die wahrscheinlich eher als Lückenfüller gedacht waren, insbesondere I’m not Running Anymore und Miss Missy. Wenn Mellencamp sich wirklich neu erfinden und seine Albenverkäufe steigern wolle, so solle er mehr Frohsinn in seine Musik legen. AllMusic bewertete das Album mit drei von fünf Sternen.

## Titelliste
1. Fruit Trader – 3:58  (Mellencamp)
2. Your Life is Now – 4:00  (Mellencamp, Green)
3. Positively Crazy – 4:09  (Mellencamp, Green)
4. I’m not Running Anymore – 3:27  (Mellencamp)
5. It All Comes True – 3:58  (Mellencamp, Green)
6. Eden is Burning – 3:50  (Mellencamp)
7. Where the World Began – 3:29  (Mellencamp, Green)
8. Miss Missy – 3:41  (Mellencamp)
9. Chance Meeting at the Tarantula – 4:06  (Mellencamp)
10. Break Me Off Some – 4:11  (Mellencamp, Moe Z. MD, Green)
11. Summer of Love – 4:02  (Mellencamp, York)
12. Days of Farewell – 3:13  (Mellencamp, Myers)